# Massey Lopes, 2. Baron Roborough
Massey Henry Edgecumbe Lopes, 2. Baron Roborough (* 4. Oktober 1903; † 30. Juni 1992 in Tavistock, Devon) war ein britischer Peer, Politiker und Offizier.

## Leben
Er war das fünfte Kind und der einzige Sohn des Politikers und Juristen Sir Henry Yarde-Buller Lopes, 4. Baronet, aus dessen Ehe mit Lady Alberta Louise Florence Edgcumbe, Tochter des William Edgcumbe, 4. Earl of Mount Edgcumbe. Sein Vater wurde im Januar 1938 als Baron Roborough zum Peer erhoben.
Er besuchte das Eton College und schloss sein Studium am Christ Church College der Universität Oxford als Bachelor of Arts ab.
1925 trat er als Kavallerieoffizier der Royal Scots Greys in die British Army ein. 1927 wurde er zum Lieutenant und 1936 zum Captain befördert. Von 1936 bis 1937 diente er als Aide-de-camp des Generalgouverneurs und Oberbefehlshabers von Südafrika, George Villiers, 6. Earl of Clarendon. Im September 1938 schied er aus dem aktiven Militärdienst aus, nachdem er im April 1938 beim Tod seines Vaters dessen Adelstitel als 2. Baron Roborough und 5. Baronet, of Maristow House, sowie dessen umfangreiche Ländereien geerbt hatte. Mit ersterem Titel war ein Sitz im House of Lords verbunden. Anlässlich des Zweiten Weltkrieges trat er wieder in die Armee und wurde im Verlauf des Krieges zweimal verwundet. Im Dezember 1942 wurde er zum Battalion Major der Royal Scots Greys ernannt, die inzwischen zu einer Panzereinheit umgerüstet waren. Nach dem Krieg wurde er 1947 auch zum Honorary Colonel des 396 (Devon) Light Anti-Aircraft Regiment ernannt und blieb bis 1953 Reserveoffizier des Royal Scots Greys.
1946 wurde er zum Deputy Lieutenant von Devon ernannt, 1951 und 1958 war er Vice Lieutenant von Devon und von 1958 bis 1978 Lord Lieutenant von Devon. Ab 1951 fungierte er auch als Justice of the Peace für Devon. Er wurde als Knight in den Order of Saint John aufgenommen. Er erhielt auch das Zeremonialamt des High Steward von Barnstaple und war von 1958 bis 1968 Mitglied des Rates des Prince of Wales.

## Ehe und Nachkommen
1936 heiratete er Helen Dawson († 1998), Tochter des Lt.-Col. Edward Alfred Finch Dawson, Gutsherr von Launde Abbey in Leicestershire. Mit ihr hatte er drei Kinder:
- Henry Massey Lopes, 3. Baron Roborough (1940–2015), ⚭ (1) 1968–1986 Robyn Carol Zenda Bromwich, ⚭ (2) 1986 Sarah Anne Pipon Baker (* 1951);
- Hon. George Edward Lopes (* 1945), Gutsherr von Gnaton Hall bei Yealmpton in Devon, ⚭ 1975 Hon. Sarah Violet Astor (* 1953), Tochter des Gavin Astor, 2. Baron Astor of Hever;
- Hon. Myra Bertha Ernestine Lopes (1937–1979).

Als er 1992 starb, erbte sein ältester Sohn Henry seine Adelstitel.